# Disegno di un omicidio
Disegno di un omicidio (Blind Trust) è un film per la televisione del 2005 diretto da Louis Bolduc.

## Trama
Cassie Stewart è una giovane e bella ragazza incriminata dell'omicidio del fidanzato. Si rivolge ad un ottimo avvocato, Mennick, che la aiuterà nel processo.